# Santa Cruz de Pinares
Santa Cruz de Pinares ist ein zentralspanischer Ort und Gemeinde (municipio) mit 170 Einwohnern (Stand: 2024) in der Provinz Ávila in der Autonomen Region Kastilien-León.

## Lage
Santa Cruz de Pinares befindet sich am östlichen Ende der Sierra de Gredos gut 17 km südsüdöstlich von Ávila bzw. gut 70 km westnordwestlich von Madrid in einer Höhe von ca. 1010 m.
Das Klima im Winter ist kühl, im Sommer dagegen durchaus warm; Niederschlagsmengen (534 mm/Jahr) fallen – mit Ausnahme der nahezu regenlosen Sommermonate – verteilt übers ganze Jahr.

## Bevölkerungsentwicklung
| Jahr      | 1970 | 1981 | 1991 | 2001 | 2011 | 2021 |
| --------- | ---- | ---- | ---- | ---- | ---- | ---- |
| Einwohner | 428  | 276  | 253  | 201  | 164  | 144  |

Der Bevölkerungsrückgang seit den 1950er Jahren ist im Wesentlichen auf die Mechanisierung der Landwirtschaft und den damit einhergehenden Verlust an Arbeitsplätzen zurückzuführen.

## Sehenswürdigkeiten
- Kirche Christi Auferstehung
- Marienkapelle